# Biotecnologia azul
A biotecnologia azul (também conhecida como biotecnologia marinha) é um tipo de biotecnologia em que há utilização de recursos da biodiversidade marinha, visando o desenvolvimento de novos produtos.
As aplicações biotecnológicas relacionadas aos organismos de origem marinha se transformaram em uma atividade em crescimento ao nível mundial, com retorno promissor tanto comercial como em termos de soluções inovadoras 
Em suma, a biotecnologia azul é entendida como aquela que explora os recursos marinhos para obter produtos, como os biocombustíveis a partir de algumas microalgas.
O crescente interesse pelos organismos marinhos também se deve às moléculas bioativas potentes que produzem, isso porque vivem em ambientes extremos, com bastante diferencial ambiental (pressão, temperatura, iluminação, salinidade, oxigenação, entre outros).